# Палилула (община, Ниш)
Палилула (серб. Палилула) — городская община в Сербии, входит в общину Ниш.
Население общины составляет 73 610 человек (2007 год), плотность населения составляет 809 чел./км². Занимаемая площадь — 91 км², из них 83,2 % используется в промышленных целях.
Административный центр общины — город Ниш. Община Палилула состоит из 16 населённых пунктов средняя площадь населённого пункта — 5,7 км².

## Статистика населения общины
| Год  | Население, чел. |
| ---- | --------------- |
| 1991 | нет данных      |
| 2001 | нет данных      |
| 2002 | нет данных      |
| 2003 | нет данных      |
| 2004 | нет данных      |
| 2005 | 72 996          |
| 2006 | 73 288          |
| 2007 | 73 610          |